# Eishockey-Oberliga 2019/20
Die Oberliga wurde in der Saison 2019/20 wie im Vorjahr in zwei regionalen Gruppen Nord und Süd ausgespielt. Sie wurde vom Deutschen Eishockey-Bund (DEB) ausgerichtet und bildet die dritthöchste Spielklasse im deutschen Eishockey. Saisonstart war im September 2019. Am 11. März 2020 wurden die Play-offs vom DEB aufgrund der COVID-19-Pandemie abgebrochen. Die Auf- und Abstiege wurden jedoch für diese Saison ausgesetzt.

## Oberliga Nord
Die Meister der Regionalligen Nord, ECW Sande, West, Herforder EV, und Ost, Schönheider Wölfe verzichteten auf den Aufstieg.
Der Krefelder EV 1981, Stammverein des DEL-Clubs Krefeld Pinguine bewarb sich für die Oberliga Nord und trat mit einer U23-Mannschaft an. Der EC Harzer Falken zog sich nach Eröffnung eines Insolvenzverfahren in die Regionalliga Nord zurück.
Der ECC Preussen Berlin war sportlich abgestiegen, konnte aber als Nachrücker eine Lizenz beantragen. Die Lizenz wurde unter Auflagen erteilt, die der ECC nicht erfüllen konnte und sich daher in die Regionalliga Ost zurückzog.

### Teilnehmer
12 Clubs nahmen an der Oberliga Nord teil:
- Füchse Duisburg
- Black Dragons Erfurt
- Moskitos Essen
- MEC Halle 04
- Crocodiles Hamburg
- Hannover Indians
- Hannover Scorpions
- Herner EV 2007
- Krefelder EV (U23) (neu)
- Icefighters Leipzig
- Rostock Piranhas
- Tilburg Trappers (Titelverteidiger)

### Modus
Die Teilnehmer spielten in der Zeit vom 21. September 2019 zum 3. März 2020 in einer Doppelrunde die Plätze 1–6 zur direkten Qualifikation für die Aufstiegs-Playoffs zur DEL2 aus. Anschließend konnten sich in einer Pre-Playoff-Runde im Modus best-of-three der Platzierten 7–10 zwei weitere Teilnehmer für die Aufstiegs-Playoffs qualifizieren. Für die Platzierungen 11 und 12 war nach der Hauptrunde die Saison beendet.

### Hauptrunde
| Rang | Team                 | Sp | S  | SNV | NNV | N  | T   | GT  | TVH  | Punkte |
| ---- | -------------------- | -- | -- | --- | --- | -- | --- | --- | ---- | ------ |
| 1    | Tilburg Trappers     | 44 | 31 | 6   | 1   | 6  | 209 | 116 | +93  | 106    |
| 2    | Herner EV            | 44 | 31 | 1   | 2   | 10 | 198 | 141 | +57  | 97     |
| 3    | Crocodiles Hamburg   | 44 | 25 | 2   | 5   | 12 | 184 | 122 | +62  | 84     |
| 4    | Hannover Indians     | 44 | 21 | 4   | 7   | 12 | 140 | 117 | +23  | 78     |
| 5    | Icefighters Leipzig  | 44 | 22 | 3   | 3   | 16 | 168 | 134 | +34  | 75     |
| 6    | Hannover Scorpions   | 44 | 20 | 5   | 2   | 17 | 174 | 153 | +21  | 72     |
| 7    | Saale Bulls Halle    | 44 | 19 | 4   | 3   | 18 | 168 | 154 | +14  | 68     |
| 8    | Füchse Duisburg      | 44 | 17 | 3   | 3   | 21 | 151 | 161 | −10  | 60     |
| 9    | Rostock Piranhas     | 44 | 13 | 4   | 6   | 21 | 133 | 167 | −34  | 53     |
| 10   | ESC Moskitos Essen   | 44 | 10 | 3   | 4   | 27 | 137 | 202 | −65  | 40     |
| 11   | Black Dragons Erfurt | 44 | 9  | 3   | 2   | 30 | 117 | 189 | −72  | 35     |
| 12   | Krefelder EV         | 44 | 7  | 1   | 1   | 35 | 119 | 242 | −123 | 24     |

Abkürzungen: Sp. = Spiele, S = Siege (3 Punkte), SNV = Siege nach Verlängerung oder Penaltyschießen (2 Punkte), NNV = Niederlagen nach Verlängerung oder Penaltyschießen (1 Punkt), N = Niederlagen (0 Punkte), T = Tore, GT = Gegentore, TVH = Tordifferenz

Qualifikation für die Play-offs; Qualifikation für die Pre-Play-offs; Qualifikation für die OL-Saison 2020/21; Sportlicher Absteiger

### Pre-Playoffs
Die Pre-Playoffs zur Teilnahme am Achtelfinale wurden zwischen dem 6. März 2020 und dem 10. März 2020 im Modus „Best-of-Three“ durchgeführt.
| Paarung           | Paarung            | Serie | 1 (05./06.03.)      | 2 (08.03.)          | 3 (10.03.)             |
| ----------------- | ------------------ | ----- | ------------------- | ------------------- | ---------------------- |
| Saale Bulls Halle | ESC Moskitos Essen | 2:0   | 7:2 (3:0, 2:1, 2:1) | 5:4 (2:1,0:3, 3:0)  | –                      |
| Füchse Duisburg   | Rostock Piranhas   | 1:2   | 3:2 (0:0, 3:0, 0:2) | 3:4 (0:1, 3:1, 0:2) | 2:3 OT (0:0, 2:2, 0:0) |

Abkürzungen: OT = Siege nach Verlängerung, SO = Siege nach Penaltyschießen

## Oberliga Süd
Der EV Landshut stieg in die DEL2 auf. Absteiger aus der DEL2 war der Deggendorfer SC. Aufsteiger aus der Bayernliga war der EV Füssen. Der EHC Waldkraiburg Die Löwen ist in die Bayernliga abgestiegen. Der Meister der Regionalliga Südwest, SC Bietigheim-Bissingen, konnte als Zweitvertretung des DEL2-Clubs Bietigheim Steelers nicht in die Oberliga aufsteigen.

### Teilnehmer
Die Liga spielte mit 12 Teilnehmern:
- EV Füssen (Aufsteiger)
- Höchstadter EC 1993
- ECDC Memmingen
- EV Lindau Islanders
- EC Peiting (Titelverteidiger)
- SC Riessersee
- ERC Sonthofen 1999
- Eisbären Regensburg
- Starbulls Rosenheim
- VER Selb
- 1. EV Weiden 1985
- Deggendorfer SC (Absteiger)

### Modus
Die zwölf Mannschaften spielten eine Hauptrunde mit jeweils 32 Spielen pro Mannschaft, bestehend aus einer Einfachrunde und einer weiteren Einfachrunde in zwei regionalen Gruppen (linke/rechte Spalte der folgenden Tabelle):
| Gruppe 1 - EV Füssen - ECDC Memmingen - EV Lindau Islanders - EC Peiting - SC Riessersee - ERC Sonthofen 1999 | Gruppe 2 - Eisbären Regensburg - Starbulls Rosenheim - VER Selb - Höchstadter EC 1993 - 1. EV Weiden 1985 - Deggendorfer SC |

Die besten zehn qualifizierten sich für die Meisterrunde. Platz eins dieser Runde war Meister der Oberliga Süd. Die Plätze eins bis acht waren für die Teilnahme an den gemeinsamen Play-offs mit der Gruppe Nord qualifiziert. Die Mannschaften auf den Plätzen 11 und 12 der Hauptrunde spielten eine Verzahnungsrunde mit den besten acht Mannschaften der Bayernliga.

### Hauptrunde
| Rang | Team                | Sp | S  | SNV | NNV | N  | T   | GT  | TVH | Punkte |
| ---- | ------------------- | -- | -- | --- | --- | -- | --- | --- | --- | ------ |
| 1    | ECDC Memmingen      | 32 | 16 | 8   | 2   | 6  | 127 | 89  | +38 | 66     |
| 2    | Deggendorfer SC     | 32 | 16 | 5   | 2   | 9  | 154 | 114 | +40 | 60     |
| 3    | Starbulls Rosenheim | 32 | 17 | 2   | 5   | 8  | 134 | 100 | +34 | 60     |
| 4    | Eisbären Regensburg | 32 | 15 | 2   | 5   | 10 | 141 | 113 | +28 | 54     |
| 5    | EV Füssen           | 32 | 16 | 0   | 6   | 10 | 98  | 100 | −2  | 54     |
| 6    | SC Riessersee       | 32 | 10 | 7   | 7   | 8  | 121 | 101 | +20 | 51     |
| 7    | EC Peiting          | 32 | 12 | 5   | 5   | 10 | 112 | 98  | +14 | 51     |
| 8    | EV Lindau Islanders | 32 | 13 | 1   | 4   | 14 | 100 | 130 | −30 | 45     |
| 9    | Selber Wölfe        | 32 | 10 | 6   | 0   | 16 | 117 | 122 | −5  | 42     |
| 10   | Blue Devils Weiden  | 32 | 10 | 4   | 3   | 15 | 105 | 132 | −27 | 41     |
| 11   | ERC Bulls Sonthofen | 32 | 11 | 2   | 3   | 16 | 117 | 131 | −14 | 40     |
| 12   | Höchstadter EC      | 32 | 3  | 1   | 1   | 27 | 67  | 163 | −96 | 12     |

Abkürzungen: Sp. = Spiele, S = Siege (3 Punkte), SNV = Siege nach Verlängerung oder Penaltyschießen (2 Punkte), NNV = Niederlagen nach Verlängerung oder Penaltyschießen (1 Punkt), N = Niederlagen (0 Punkte), T = Tore, GT = Gegentore, TVH = Tordifferenz

Qualifikation für die Meisterrunde; Verzahnungsrunde mit der Bayernliga

### Meisterrunde
| Rang | Team                | Sp | S  | SNV | NNV | N  | T   | GT  | TVH | Punkte |
| ---- | ------------------- | -- | -- | --- | --- | -- | --- | --- | --- | ------ |
| 1    | Eisbären Regensburg | 50 | 29 | 2   | 5   | 14 | 216 | 155 | +61 | 96     |
| 2    | ECDC Memmingen      | 50 | 23 | 11  | 4   | 12 | 186 | 144 | +42 | 95     |
| 3    | SC Riessersee       | 50 | 22 | 9   | 8   | 11 | 196 | 138 | +58 | 92     |
| 4    | Deggendorfer SC     | 50 | 24 | 8   | 3   | 15 | 226 | 184 | +42 | 91     |
| 5    | Starbulls Rosenheim | 50 | 25 | 3   | 5   | 17 | 200 | 156 | +44 | 86     |
| 6    | EC Peiting          | 50 | 20 | 5   | 9   | 16 | 174 | 163 | +11 | 79     |
| 7    | EV Füssen           | 50 | 23 | 0   | 8   | 19 | 168 | 176 | −8  | 77     |
| 8    | Selber Wölfe        | 50 | 15 | 9   | 3   | 23 | 177 | 186 | −9  | 66     |
| 9    | Blue Devils Weiden  | 50 | 13 | 6   | 7   | 24 | 164 | 218 | −54 | 58     |
| 10   | EV Lindau Islanders | 50 | 14 | 4   | 4   | 28 | 142 | 219 | −77 | 54     |

Abkürzungen: Sp. = Spiele, S = Siege (3 Punkte), SNV = Siege nach Verlängerung oder Penaltyschießen (2 Punkte), NNV = Niederlagen nach Verlängerung oder Penaltyschießen (1 Punkt), N = Niederlagen (0 Punkte), T = Tore, GT = Gegentore, TVH = Tordifferenz

Qualifikation für die Play-offs

## Absage der Play-offs
Aufgrund der COVID-19-Pandemie wurde am 11. März 2020 der Spielbetrieb sämtlicher Eishockey-Ligen in Deutschland für die Saison 2019/20 vorzeitig eingestellt.